# The Lion of Judah
The Lion of Judah is een christelijke animatiefilm geproduceerd door Animated Family Films. De film is het vervolg op de korte animatiefilm Once Upon A Stable.  "The Lion of Judah" kwam uit op 3 juni 2011 in een beperkt aantal bioscoopzalen. Naast de reguliere versie is er ook een 3D-versie. De dvd en blu-ray zijn beschikbaar sinds april 2012. De film beschrijft het paasverhaal vanuit het oogpunt van enkele dieren.

## Verhaal
In een stal in Judea wordt een afgesloten kist met enkele gaten geplaatst waarin een ongekend dier zit.  De boerderijdieren Horace (varken), Monty (paard), Slink (muis), Drake (haan), Esmay (koe) en Helda (kip) krijgen de schrik van hun leven wanneer het beest zich voorstelt als Judah de verschrikkelijke leeuw. Wanneer de dieren de kist uiteindelijk toch openbreken, blijkt Judah een mooi, wit lam te zijn. Judah wil ontsnappen, maar wordt opnieuw gevangen door de boer, in een nieuwe kist gezet en weggereden. Door toeval is Drake ook in de kist beland. Wanneer de dieren dit merken, besluiten ze om hun vriend te redden. Volgens Helda wordt de kist overgebracht naar Bethlehem en zal Judah worden gebruikt voor de Pesach, maar geeft geen verdere uitleg wat dat juist inhoudt. Zij zal niet meegaan naar Bethlehem.
Onderweg naar Bethlehem ontmoeten de dieren de ezel Jack. Hij is net Bethlehem ontvlucht omdat hij het leven als lastdier beu was. De andere dieren vragen of hij hen naar Bethlehem wil leiden, maar Jack vreest dat hij dan terug gevangen wordt genomen. Desondanks is Jack toch genoodzaakt wanneer het touw rond zijn nek verstrikt geraakt in de neusbel van Horace.
Eenmaal in Bethlehem geraken de boerderijdieren elkaar kwijt. Horace en Jack geraken met het touw in de knoop rond een rotsblok, Monty komt vast te zitten in een smalle steeg, Slink moet vluchten voor raven en Esmay laat zich afleiden door een verse bot hooi.
Monty geraakt bevriend met de raven wanneer blijkt dat zij eenzelfde man kennen. Deze werd zo'n dertig jaar eerder geboren toen er een grote ster aan de hemel blonk. Monty vertelt de raven dat die man werd geboren in hun stal. Daarop helpen de raven om het gezelschap terug bijeen te krijgen en om Drake en Judah te vinden. Ze vinden hen in een tempel waar nog verschillende andere dieren zijn opgesloten. Na overleg beslissen de boerderijdieren om iedereen vrij te zetten. Tijdens hun vlucht uit de tempel worden ze achtervolgd door de wachters en worden ze opgepakt. Drake belandt in een vogelkooi, alsook Slink. Monty en Esmay worden achter een houten afrastering geplaatst. Judah komt in een ijzeren kooi terecht en Jack wordt terug een lastdier.
De volgende dag wordt Jack door zijn nieuwe eigenaar uit de stad geleid. Net buiten de stadsmuren wordt hij doorverkocht aan een andere man. Die man verlost Jack van zijn touw en zegt dat hij vanaf nu een vrij dier is. Samen gaan ze de stad in.  Daar komen ze terecht op een veemarkt waar Horace, Monty, Esmay, Judah en Drake te koop worden aangeboden. Daar wordt hun duidelijk wat Pesach inhoud: de mensen offeren een dier op en Judah staat op het punt om in dergelijk ritueel gedood te worden. Ze trachten hem te waarschuwen, maar durven de waarheid niet te vertellen. Daarom zeggen ze hem dat hij moet doen alsof hij zwaar ziek is zodat niemand hem zal kopen. Judah is echter van mening dat hij slim genoeg is om te vluchten. Op dat ogenblik komen Jack en de man op de veemarkt. De man verwijt de mensen dat ze de stad hebben ontheiligd en laat de meeste dieren vrij, doch Judah werd enkele ogenblikken eerder opgekocht en weggevoerd. De veedieren herkennen in de man de baby die dertig jaar eerder in hun stal werd geboren. Ze trachten de man te volgen, maar geraken hem onderweg kwijt.
Wel vinden ze Judah in een ijzeren kooi in een afgesloten huis. Monty tracht de muur te breken door met zijn achterpoten de muur in te stampen. Echter is het huis te bouwvallig en dreigt het in te storten. Daarop beslissen de boerderijdieren om de man terug op te zoeken, want hij zal wellicht een manier weten om Judah te bevrijden. Ze vinden de man, maar tot hun verbazing werd hij door soldaten opgepakt en is hij vastgebonden. Ze achtervolgen hem, maar komen vast te zitten voor de poorten van de tempel. Drake beslist om via de muren naar boven te kruipen om zo in de tempel te geraken. Op het binnenplein is redelijk wat volk, waar Drake moeilijk doorkomt. De wachters ondervragen een andere persoon, Petrus genaamd. Hij beweert dat hij de man uit Nazareth niet kent. Nadat Petrus de derde keer ontkent, kraait Drake in de hoop dat de mensen opzij zouden gaan zodat hij erdoor kan. Drake wordt opgepakt en terug over de muur geslingerd. Hierdoor is de poging van de boerderijdieren mislukt en ze keren terug. Dan blijkt dat Judah niet meer in het huis zit en er geen hoop meer is om hem te redden van het offerfeest.
De volgende dag schrikken de dieren nogmaals. De man die in hun stal werd geboren, wordt nu door de stad geleid. Hij sleurt een groot houten kruis met zich mee en heeft op zijn hoofd een kroon van dorens. Hij wordt tezamen met twee andere mensen naar een berg geleid waar ze aan hun kruis worden genageld.
Tezelfdertijd maakt een priester zich klaar om Judah te offeren. Net wanneer hij de keel van Judah wil oversnijden, begint de aarde te beven en stort te tempel in. Hierdoor kan Judah vluchten en rent hij de stad uit. Hij komt de boerderijdieren tegen en vertelt hun dat de man nog in leven is. Hij zit in een afgesloten grot waar hij weldra uit zal ontsnappen. De andere dieren trachten Judah in te laten zien dat de man dood is en nooit uit zijn graf zal komen. Judah zegt dat hij tijdens de beving de man in zijn eigen lichaam heeft gevoeld. Daarop gaan de dieren naar het graf van de man. De boerderijdieren willen na enkele uren vertrekken, maar Judah blijft ervan overtuigd dat de man alsnog zal verschijnen. Wanneer Judah uiteindelijk de hoop toch opgeeft en de dieren vertrekken, rolt het rotsblok weg en verschijnt de man. Hij aait Judah en vertrekt vervolgens. 
Daarop gaan de boerderijdieren terug naar Judea. Onderweg komen ze de boerderij tegen waar Judah werd geboren. Hij besluit om terug naar zijn moeder te gaan.

## Rolverdeling
| Acteur             | Personage | Dier/Persoon       |
| ------------------ | --------- | ------------------ |
| Georgina Cordova   | Judah     | Judah              |
| Scott Eastwood     | Jack      | ezel               |
| Alphonso McAuley   | Drake     | haan               |
| Sandi Patty        | Esmay     | koe                |
| Anupam Kher        | Monty     | paard              |
| Omar Benson Miller | Horace    | varken             |
| Ernest Borgnine    | Slink     | muis               |
| Adrienne Pearce    | Helda     | kip                |
| Bruce Marchiano    | Jezus     | Jezus              |
| Michael Madsen     | Boss      | Hoofd van de raven |